# 18. junij
18. junij je 169. dan leta (170. v prestopnih letih) v gregorijanskem koledarju. Ostaja še 196 dni.

## Dogodki
- 1391 – Bitka pri Kondurči, v kateri je Timurlenk porazil vojsko Zlate horde
- 1812 – ameriški Kongres napove vojno Združenemu kraljestvu
- 1815 – britansko-nizozemske enote pod vodstvom Wellingtona in pruske sile pod vodstvom Blücherja v bitki pri Waterlooju premagajo Napoleona
- 1858 – Charles Darwin prejme članek Alfreda Russela Wallacea z ugotovitvami o evoluciji, zelo podobnimi njegovim; to ga spodbudi k objavi njegovih odkritij
- 1881 – Nemčija, Avstro-Ogrska in Rusija ustanovijo zvezo treh cesarjev (Dreikaiserbund)
- 1904 – katalonski pesnik Gabriel Alomar i Villalonga prvič uporabi pojem futurizem
- 1918 – Antanta prične največjo protiofenzivo na zahodni fronti
- 1927 – v pogorju Eifel odprto dirkališče Nürburgring
- 1928 – Amelia Earhart postane prva ženska, ki preleti (kot potnica) Atlantski ocean
- 1935 – Tretji rajh in Združeno kraljestvo podpišeta pomorski sporazum; nemška površinska flota ne sme presegati 35 % moči britanske vojne mornarice
- 1940 – Charles de Gaulle v radijskem govoru iz Londona pozove Francoze k odporu proti Nemcem
- 1953 – 129 ljudi izgubi življenje v strmoglavljenju letala C-124 pri Tokiu
- 1954 – Pierre Mendès France postane francoski predsednik vlade
- 1979 – Leonid Brežnjev in Jimmy Carter na Dunaju podpišeta sporazum o omejitvi jedrske oborožitve SALT II
- 1983 – Sally Kristen Ride kot prva Američanka in tretja ženska s plovilom Challenger poleti v vesolje
- 1998 – Argentina izroči Hrvaški Dinka Šakića, upravnika koncentracijskega taborišča Jasenovac

## Rojstva
- 685 – Leon III. Izavrijec, cesar Bizantinskega cesarstva († 741)
- 1269 – Eleanora Angleška, princesa, grofica Bara († 1298)
- 1318 – Eleanora iz Woodstocka, angleška princesa, grofica Gueldersa († 1355)
- 1332 – Ivan V. Paleolog, bizantinski cesar († 1391)
- 1511 – Bartolomeo Ammanati, italijanski arhitekt († 1592)
- 1681 – Feofan Prokopovič, ruski teolog († 1736)
- 1757 –
  - Ignaz Josef Pleyel, avstrijski skladatelj in izdelovalec klavirjev († 1831)
  - Gervasio Antonio de Posadas y Dávila, argentinski predsednik († 1833)
- 1799 – William Lassell, angleški astronom († 1880)
- 1812 – Ivan Aleksandrovič Gončarov, ruski pisatelj († 1891)
- 1845 – Charles Louis Alphonse Laveran, francoski zdravnik, nobelovec 1907 († 1922)
- 1850 – Richard Heuberger, avstrijski skladatelj, glasbeni kritik († 1914)
- 1855 – Peter Kolar, slovensko-madžarski katoliški duhovnik in pisatelj († 1908)
- 1868 – Miklós Horthy, madžarski regent († 1957)
- 1869 – Joseph Redlich, avstrijski državnik, zgodovinar († 1936)
- 1877 – James Montgomery Flagg, ameriški ilustrator († 1960)
- 1882 – Georgi Dimitrov, bolgarski politik († 1949)
- 1883 – Baltasar Brum, urugvajski državnik († 1933)
- 1884 – Édouard Daladier, francoski predsednik vlade († 1970)
- 1903 – Raymond Radiguet, francoski pisatelj († 1923)
- 1913 – Sammy Cahn, ameriški skladatelj († 1993)
- 1918 –
  - Jerome Karle, ameriški fizik, kemik, kristalograf, nobelovec 1985 († 2013)
  - Franco Modigliani, italijansko-ameriški ekonomist, nobelovec 1985 († 2003)
- 1922 – Nela Eržišnik, hrvaška gledališka in filmska igralka, humoristka († 2007)
- 1926 – Allan Rex Sandage, ameriški astronom, kozmolog († 2010)
- 1929 – Jürgen Habermas, nemški filozof, sociolog
- 1934 – Pavle Dešpalj, hrvaški skladatelj in dirigent
- 1936 – Denny Hulme, novozelandski avtomobilski dirkač, svetovni prvak Formule 1 leta 1967 († 1992)
- 1937 – Vitalij Mihajlovič Žolobov, ukrajinski kozmonavt
- 1942 – sir Paul McCartney, angleški glasbenik škotskega rodu
- 1946 – Fabio Capello, italijanski nogometaš in trener
- 1949 – Lech Kaczyński, poljski politik († 2010)
- 1952 – Isabella Rossellini, italijanska filmska igralka
- 1963 – Dizzy Reed, ameriški glasbenik
- 1980 – Peter Oset, slovenski glasbenik, član Modrijanov
- 1984 – Janne Happonen, finski smučarski skakalec
- 1999 – Johan-Olav Botn, norveški biatlonec

## Smrti
- 1179 – Erling Skakke, norveški grof (* 1115)
- 1185 – Riksa Šlezijska, poljska princesa, kastiljska kraljica (* 1140)
- 1228 – Matilda Bourbonska, francoska plemkinja, dama (* 1165)
- 1234 – cesar Čukjó, 85. japonski cesar (* 1218)
- 1250 – Tereza Portugalska, princesa, kraljica Leona (* 1178)
- 1291 – Alfonz III., aragonski kralj (* 1265)
- 1333 – Henrik XV., vojvoda Spodnje Bavarske (* 1312)
- 1348 – Gentile da Foligno, italijanski zdravnik
- 1704 – Tom Brown, angleški satirik (* ok. 1662)
- 1726 – Michel-Richard Delalande, francoski skladatelj (* 1657)
- 1853 – Branko Radićević, srbski pesnik (* 1824)
- 1871 – George Grote, angleški zgodovinar in helenist (* 1794)
- 1872 – Benito Juárez, mehiški državnik, predsednik Mehike (* 1806)
- 1875 – António Feliciano de Castilho, portugalski pesnik, prevajalec (* 1800)
- 1901 – Josip Murn - Aleksandrov, slovenski pesnik (* 1879)
- 1904 – Semseddin Sami Fraseri, turški pisatelj, leksikograf (* 1850)
- 1916 – Helmuth Johann Ludwig von Moltke, nemški general (* 1848)
- 1921 – Eduardo Avevedo Díaz, urugvajski pisatelj (* 1851)
- 1922 – Jacobus Cornelius Kapteyn, nizozemski astronom (* 1851)
- 1928 – Roald Amundsen, norveški polarni raziskovalec (* 1872)
- 1936 – Maksim Gorki, ruski pisatelj (* 1868)
- 1953 – René Fonck, francoski letalski as prve svetovne vojne (* 1894)
- 1959 – Bogumil Vošnjak, slovenski pravnik in politik (* 1882)
- 1964 – Giorgio Morandi, italijanski slikar, jedkar (* 1890)
- 1968 – Fernando Monteiro de Castro Soromenho, angolski pisatelj (* 1910)
- 1972 – Milton Lasell Humason, ameriški astronom (* 1891)
- 1974 – Georgij Konstantinovič Žukov, ruski (sovjetski) maršal (* 1896)
- 1980 – Kazimierz Kuratowski, poljski matematik (* 1896)
- 1982 –
  - Djuna Barnes, ameriška pisateljica (* 1892)
  - John Cheever, ameriški pisatelj (* 1912)
  - Curd Jürgens, nemški filmski igralec (* 1915)
- 1987 – Bruce Marshall, škotski pisatelj (* 1899)
- 1992 – Max Bronstein - Mordecai Ardon, izraelski slikar (* 1896)
- 1997 – Franci Zagoričnik, slovenski pesnik, prevajalec (* 1933)
- 2010 – José Saramago, portugalski pisatelj, dramatik, novinar, nobelovec 1998 (* 1922)
- 2017 – Gašper Tič, slovenski igralec (* 1973)
- 2018 – Jahseh Dwayne Ricardo Onfroy, ameriški raper (* 1998)